# Djedkara Shemai
Djedkara Shemai (fl. XXII secolo a.C.) è stato un faraone appartenente alla VIII dinastia egizia.

## Biografia
L'unica delle liste reali che riporta i nomi dei sovrani che formano VIII dinastia è quella di Abido, in cui Djekara Shemai occupa il posto n. 44. Il Canone Reale è danneggiato e del tutto illeggibile proprio nella parte che dovrebbe contenere i sovrani di questa dinastia.
Come per altri sovrani di questa dinastia e delle dinastie IX e X è possibile che Djedkara Shemai abbia regnato solamente su parte dell'Egitto e contemporaneamente con altri dinasti.
Per questo sovrano non esistono, allo stato attuale delle conoscenze, reperti archeologici ad esso collegabili.

## Liste reali
| ra | Dd | kA | U4 | A33 |

| ra | Dd | kA | U4 | A33 |

| ra | Dd | kA | U4 | A33 |

| ra | Dd | kA | U4 | A33 |

| ra | Dd | kA | U4 | A33 |

| ra | Dd | kA | U4 | A33 |

| ra | Dd | kA | U4 | A33 |

| ra | Dd | kA | U4 | A33 |